# Liste der denkmalgeschützten Objekte in Reißeck (Gemeinde)
Die Liste der denkmalgeschützten Objekte in Reißeck enthält die 9 denkmalgeschützten, unbeweglichen Objekte der Gemeinde Reißeck.

## Denkmäler
| Foto |                 | Denkmal                                                                                        | Standort                                      | Beschreibung | Metadaten |
| ---- | --------------- | ---------------------------------------------------------------------------------------------- | --------------------------------------------- | --- | --- |
| ja   | Datei hochladen | Kath. Pfarrkirche hl. Jakobus der Ältere HERIS-ID: 57837 Objekt-ID: 68144                      | bei Unterkolbnitz 16 Standort KG: Kolbnitz    | Die spätgotische Jakobuskirche wurde im 18. Jahrhundert barock umgestaltet. Sie hat einen mächtigen Nordturm mit Spitzgiebelhelm. Das nördliche niedere Seitenschiff ist ein barocker Anbau. Hochaltar und Seitenaltar stammen aus der Mitte des 18. Jahrhunderts. | BDA-Hist.: Q2733089 Status: § 2a Stand der BDA-Liste: 2025-06-30 Name: Kath. Pfarrkirche hl. Jakobus der Ältere GstNr.: .1 Kirche Kolbnitz                               |
| ja   | Datei hochladen | Burgruine Mölltheuer HERIS-ID: 59661 Objekt-ID: 71143seit 2014                                 | nordöstlich Penk 2 Standort KG: Penk          | Die Burgruine auf einem Hügel nördlich von Penk wurde 1307 erstmals urkundlich erwähnt. Der erste Bau verfiel im 15. Jahrhundert; ein späterer Neubau war im 17. Jahrhundert bereits wieder eine Ruine. Reste eines Wohnturms und von Wohnbauten aus dem 13. Jahrhundert sowie kleine Teile der Ringmauer sind bis heute erhalten.                                                                          | BDA-Hist.: Q38088181 Status: Bescheid Stand der BDA-Liste: 2025-06-30 Name: Burgruine Mölltheuer GstNr.: .9, 116/4 Burgruine Mölltheuer, Reißeck                         |
| ja   | Datei hochladen | Rupbauerkapelle HERIS-ID: 57857 Objekt-ID: 68186                                               | Napplach 82 Standort KG: Penk                 | Die Rupbauerkapelle ist ein kleiner, einjochiger Bau mit einer pilastergegliederten Giebelfassade, einem Dachreiter und einer halbrunden Apsis. Sie wurde in der Mitte des 19. Jahrhunderts errichtet. Über dem Eingang steht die Jahresbezeichnung 1847. | BDA-Hist.: Q1897756 Status: Bescheid Stand der BDA-Liste: 2025-06-30 Name: Rupbauerkapelle GstNr.: 445 Rupbauerkapelle, Napplach                                         |
| ja   | Datei hochladen | Kath. Pfarrkirche hl. Nikolaus und Friedhof HERIS-ID: 54396 Objekt-ID: 62662                   | Penk 9a, 9 Standort KG: Penk                  | Die 1233 erstmals genannte Kirche wurde 1988 renoviert. In der Ostwand ist noch romanisches Mauerwerk; der gerade geschlossene Chor stammt aus dem ersten Viertel des 18. Jahrhunderts. Der Hochaltar ist von Ende des 18. Jahrhunderts, der nachbarocke Seitenaltar von Anfang des 19. Jahrhunderts. | BDA-Hist.: Q2082880 Status: § 2a Stand der BDA-Liste: 2025-06-30 Name: Kath. Pfarrkirche hl. Nikolaus und Friedhof GstNr.: .26, 1429/6                                   |
| ja   | Datei hochladen | Ebnerkapelle HERIS-ID: 92419 Objekt-ID: 107355                                                 | Zwenberg Standort KG: Penk                    | Die kleine Wegkapelle ist wohl ein spätbarocker Bau mit einem zweijochigen, kreuzgratgewölbten Langhaus und einem Altarraum. Der barockisierende Altar stammt aus dem dritten Viertel des 19. Jahrhunderts. | BDA-Hist.: Q37760076 Status: § 2a Stand der BDA-Liste: 2025-06-30 Name: Ebnerkapelle GstNr.: .83/2                                                                       |
| ja   | Datei hochladen | Pfarrhof HERIS-ID: 92420 Objekt-ID: 107356                                                     | Teuchl 19 Standort KG: Teuchl                 | Der Pfarrhof ist ein zweigeschoßiger, kubischer Bau, der um das Jahr 1820 errichtet wurde. Das Gebäude ist in einer Hanglage erbaut worden und wird von einem Walmdach bedeckt. Seine Fassade ist geglättet. | BDA-Hist.: Q37760084 Status: § 2a Stand der BDA-Liste: 2025-06-30 Name: Pfarrhof GstNr.: .35/1 Pfarrhof Teuchl                                                           |
| ja   | Datei hochladen | Kath. Pfarrkirche Hl. Dreifaltigkeit und altes Friedhofsareal HERIS-ID: 54977 Objekt-ID: 63436 | Teuchl Standort KG: Teuchl                    | Die der Heiligen Dreifaltigkeit geweihte Pfarrkirche ist eine kleine, barocke Saalkirche, die 1685 errichtet und 1758 geweiht wurde. Sie besitzt einen von einem Zwiebelhelm bekrönten westlichen Dachreiter, eine nördlich angebaute Sakristei und einen polygonalen Chor. Die Einrichtung stammt aus der Mitte des 18. Jahrhunderts.                                                                      | BDA-Hist.: Q2083253 Status: § 2a Stand der BDA-Liste: 2025-06-30 Name: Kath. Pfarrkirche Hl. Dreifaltigkeit und altes Friedhofsareal GstNr.: .34, 247 Pfarrkirche Teuchl |
| ja   | Datei hochladen | Kath. Filialkirche hl. Georg am Danielsberg HERIS-ID: 54427 Objekt-ID: 62702                   | südöstlich Preisdorf 24 Standort KG: Zandlach | Die langgestreckte, im Kern romanische Kirche mit gedrungenem Turm mit Spitzgiebelhelm hat eine stark eingezogene Halbkreisapsis. Früher befand sich hier ein römisches Herkulesheiligtum, davor eine jungsteinzeitliche Kultstätte. Der Hochaltar mit Georgsbild stammt aus der Mitte des 18. Jahrhunderts. Ein großes Leinwandbild, bezeichnet Balthasar Klenkh 1708, zeigt Szenen aus der Georgslegende. | BDA-Hist.: Q1413075 Status: § 2a Stand der BDA-Liste: 2025-06-30 Name: Kath. Filialkirche hl. Georg am Danielsberg GstNr.: .96/1 Filialkirche St. Georg am Danielsberg   |
| ja   | Datei hochladen | Kapelle hl. Maria am Sandbichl HERIS-ID: 57836 Objekt-ID: 68143                                | Preisdorf 97 Standort KG: Zandlach            | Die 1716 errichtete Holzkapelle wurde 1739 durch einen Steinbau ersetzt, der 1759 geweiht wurde. 1834 erfolgte eine Erweiterung. Der kleine einschiffige Bau hat einen hölzernen Dachreiter. Der Altar mit Opfergangstüren ist aus der Mitte des 18. Jahrhunderts. | BDA-Hist.: Q1896441 Status: § 2a Stand der BDA-Liste: 2025-06-30 Name: Kapelle hl. Maria am Sandbichl GstNr.: .97 Maria am Sandbichl, Preisdorf                          |